# Raïon de Kambarka
Le raïon de Kambarka (russe : Камба́рский райо́н; oudmourte : Камбарка ёрос, Kambarka joros) est un raïon de la république d'Oudmourtie en Russie,.

## Présentation
La superficie du raïon est de 762,6 km2.
Le centre du raïon est la ville de Kambarka, le raïon comprend également sept municipalités rurales.
Le raïon est desservi par le transport ferroviaire, automobile et fluvial. 
La ligne de chemin de fer "Moscou-Sverdlovsk" et la branche "Ijevsk-Tchaikovsky" traversent le territoire du raïon en desservant quatre gares.
La rivière Kama est desservie par un traversier.
Le débit d'eau moyen de la Kama à la centrale hydroélectrique de Kamskaya est de 1 630 m3/s, à la centrale hydroélectrique de Votkinskaya il est d'environ 1 750 m3/s, à l'embouchure il est d'environ 4 100 m3/s, le débit d'eau le plus élevé est d'environ 27 500 m3/s.

## Démographie
La population du raïon a évolué comme suit:
| 1959   | 1970   | 1979   | 1989   | 2002   |
| ------ | ------ | ------ | ------ | ------ |
| 31 006 | 23 144 | 23 059 | 22 680 | 21 243 |

| 2009   | 2015   | 2019   | 2021   | - |
| ------ | ------ | ------ | ------ | - |
| 20 674 | 17 279 | 16 585 | 16 114 | - |

## Galerie

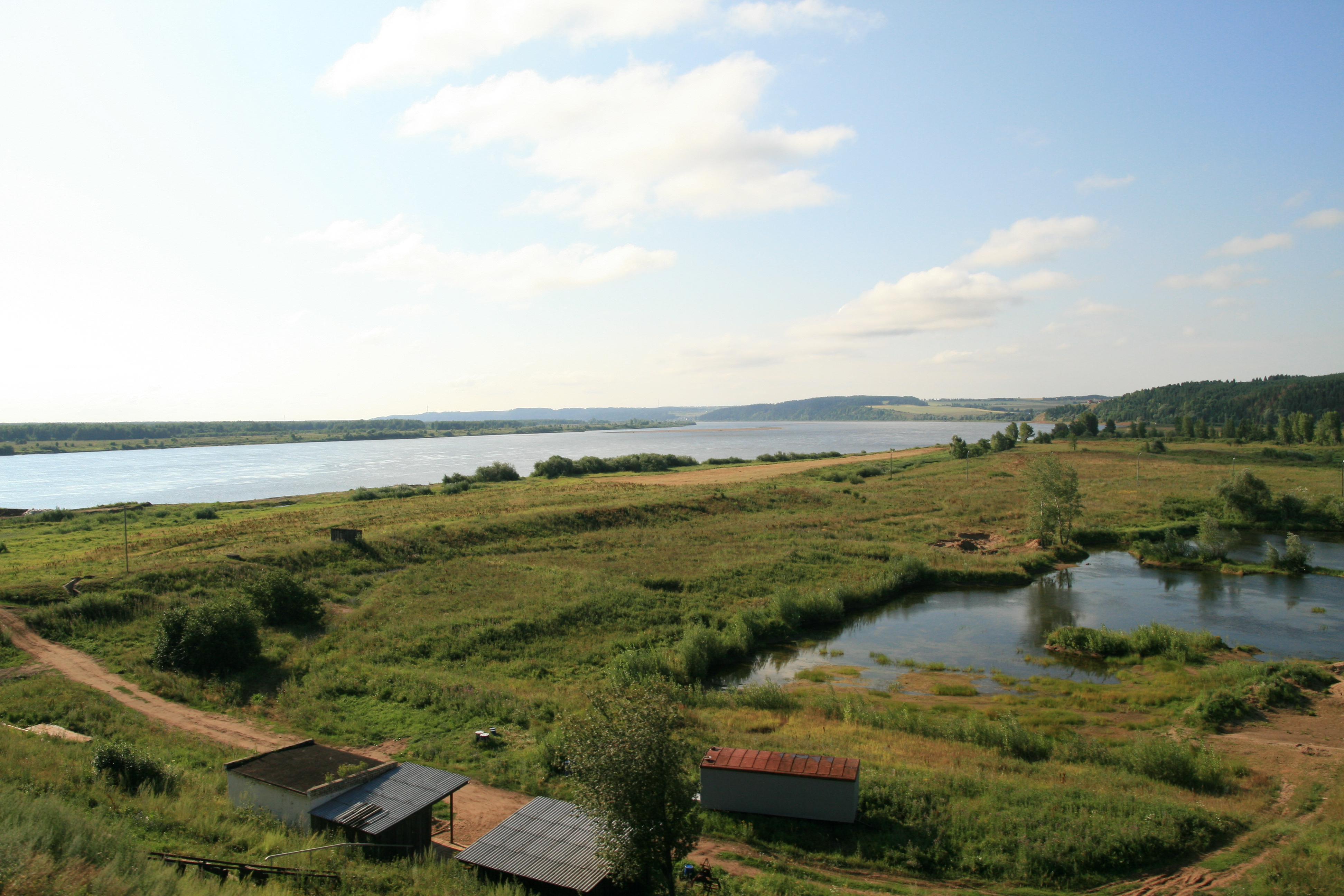
La rivière Kama.